# Клубнична
Клубнична (рос. Клубничная) — населений пункт (тип: залізнична станція) у Убінському районі Новосибірської області Російської Федерації.
Входить до складу муніципального утворення Борисоглєбська сільрада. Населення становить 106 осіб (2010).

## Історія
Згідно із законом від 2 червня 2004 року органом місцевого самоврядування є Борисоглєбська сільрада.

## Населення
| 2002 | 2007 | 2010 |
| ---- | ---- | ---- |
| 174  | ↗182 | ↘106 |